# NGC 1845
NGC 1845 je otvoreni skup u zviježđu Stolu. 

## Vanjske poveznice
- SEDS: NGC 1845